# Charles Warren

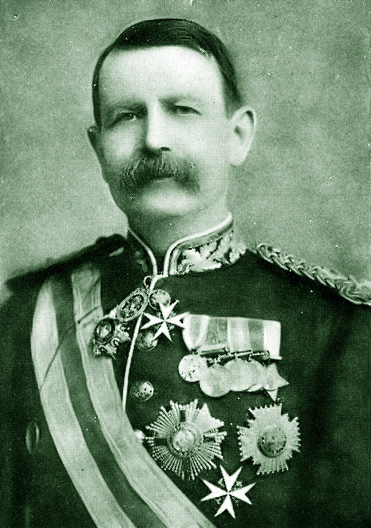

Charles Warren (7 de Fevereiro de 1843 — 21 de Janeiro de 1920) foi um general dos Royal Engineers do Exército Britânico, funções em que teve relevantes funções em África e no Sinai, e mais tarde chefe da Polícia Metropolitana de Londres (Commissioner of Police of the Metropolis) de 1886 a 1888, período durante o qual ocorreram os assasínios atribuídos a Jack o Estripador (Jack the Ripper).

## Obras publicadas
- The Recovery of Jerusalem (com Charles Wilson, 1871)
- Underground Jerusalem (1874)
- The Temple or the Tomb (1880)
- On the Veldt in the Seventies (1902)
- The Survey of Western Palestine (com Claude Conder, 1884)